# Santa Cristina de la Polvorosa
Santa Cristina de la Polvorosa é um município da Espanha na província de Zamora, comunidade autónoma de Castela e Leão, de área 39,03 km² com população de 1220 habitantes (2007) e densidade populacional de 31,64 hab/km².

## Demografia
| Variação demográfica do município entre 1991 e 2004 | Variação demográfica do município entre 1991 e 2004 | Variação demográfica do município entre 1991 e 2004 | Variação demográfica do município entre 1991 e 2004 |
| --------------------------------------------------- | --------------------------------------------------- | --------------------------------------------------- | --------------------------------------------------- |
| 1991                                                | 1996                                                | 2001                                                | 2004                                                |
| 1348                                                | 1314                                                | 1257                                                | 1235                                                |